# Nine in Numbers
Nine In Numbers — DVD німецького дарквейв-гурту Diary of Dreams, видане у 2006 році. Має дві секції: концерт та бонуси, означені як Specials

## Вміст
Концерт
1. «Menschfeind»
2. «Reign of Chaos»
3. «The Curse»
4. «Giftraum»
5. «Methusalem»
6. «Chemicals»
7. «Play God!»
8. «Butterfly: Dance!»
9. «Soul Stripper»
10. «Psycho-Logic»
11. «Traumtänzer»
12. «Amok»

Спешали
1. «Fragment — Collection»
2. «Iceland (Making Of)»
3. «Iceland (Photoshow)»
4. «Interview»